# 富原薫
- 冨原薫[1]

富原 薫（ふはら かおる、1905年7月3日 - 1975年1月25日）は、日本の作詞家、学校教員。『汽車ポッポ』の作詞をはじめ、多くの童謡にたずさわった。

## 人物
1905年（明治38年）静岡県駿東郡御厨町（現・御殿場市）に生まれる。
県立沼津中学（旧制）を経て駿東郡高根村の高根村国民学校（現在の御殿場市立高根小学校）の教員を務める傍ら、音楽活動を行う。
1939年（昭和14年）に作詞した『兵隊さんの汽車』は大ヒットした。戦時色の強い歌詞は戦後改められ『汽車ポッポ』として現在まで歌い継がれている。

## 作品
確認できたものについて作曲者名を併記してある
- 汽車ポッポ （作曲：草川信）
- 早起き時計 （作曲：河村光陽）
- 蛇の目の傘 （作曲：山木芳樹）
- おもちゃの殿様
- お馬にのって （作曲：河村直則）
- 花見行列
- さくらんぼ
- 子供のハイキング
- お祭
- 鈴虫来い
- 鍛冶屋さん
- 谷の一本橋
- アカトンボ
- 羅漢さん遊び

### 校歌
富原は学校の教員を務めていたこともあり、御殿場や沼津など駿東地区の小中学校の校歌を多く手掛けている。